# Піщане (Тернопільський район)
Піща́не — село в Україні, у Залозецькій селищній громаді Тернопільського районі Тернопільської області. Розташоване на річці Серет, на півночі району.
Підпорядковувалося Залозецькій сільській раді. Від 2016 належить до Залозецької селищної громади. До 1964 називалося Гнидава. До Піщаного приєднано хутори Дудишин, Млинівський та Обидра.
Населення — 117 осіб (2018).

## Історія
Перша писемна згадка — 1442.
Діяли «Просвіта» та інші товариства.
12 червня 2020 року, відповідно до розпорядження Кабінету Міністрів України № 724-р «Про визначення адміністративних центрів та затвердження територій територіальних громад Тернопільської області» увійшло до складу Залозецької селищної громади.
19 липня 2020 року, в результаті адміністративно-територіальної реформи та ліквідації Зборівського району, село увійшло до складу Тернопільського району.

## Населення

### Мова
Розподіл населення за рідною мовою за даними перепису 2001 року:
| Мова       | Кількість | Відсоток |
| ---------- | --------- | -------- |
| українська | 243       | 100%     |

## Пам'ятки
Є церкви Чуда Архістратига Михаїла в Хонах (1928, кам'яна, ПЦУ) та святих верховних апостолів Петра і Павла (1936, перебудована з костьолу 1995, УГКЦ).
Встановлено пам'ятний хрест на честь скасування панщини.

## Соціальна сфера
Працюють загальноосвітня школа І ступеня, клуб, бібліотека, ФАП.

## Відомі люди

### Народилися
- Баліцька Марія Йосипівна (нар. 1963) — українська журналістка, редактор, літератор, громадська діячка.

## Галерея

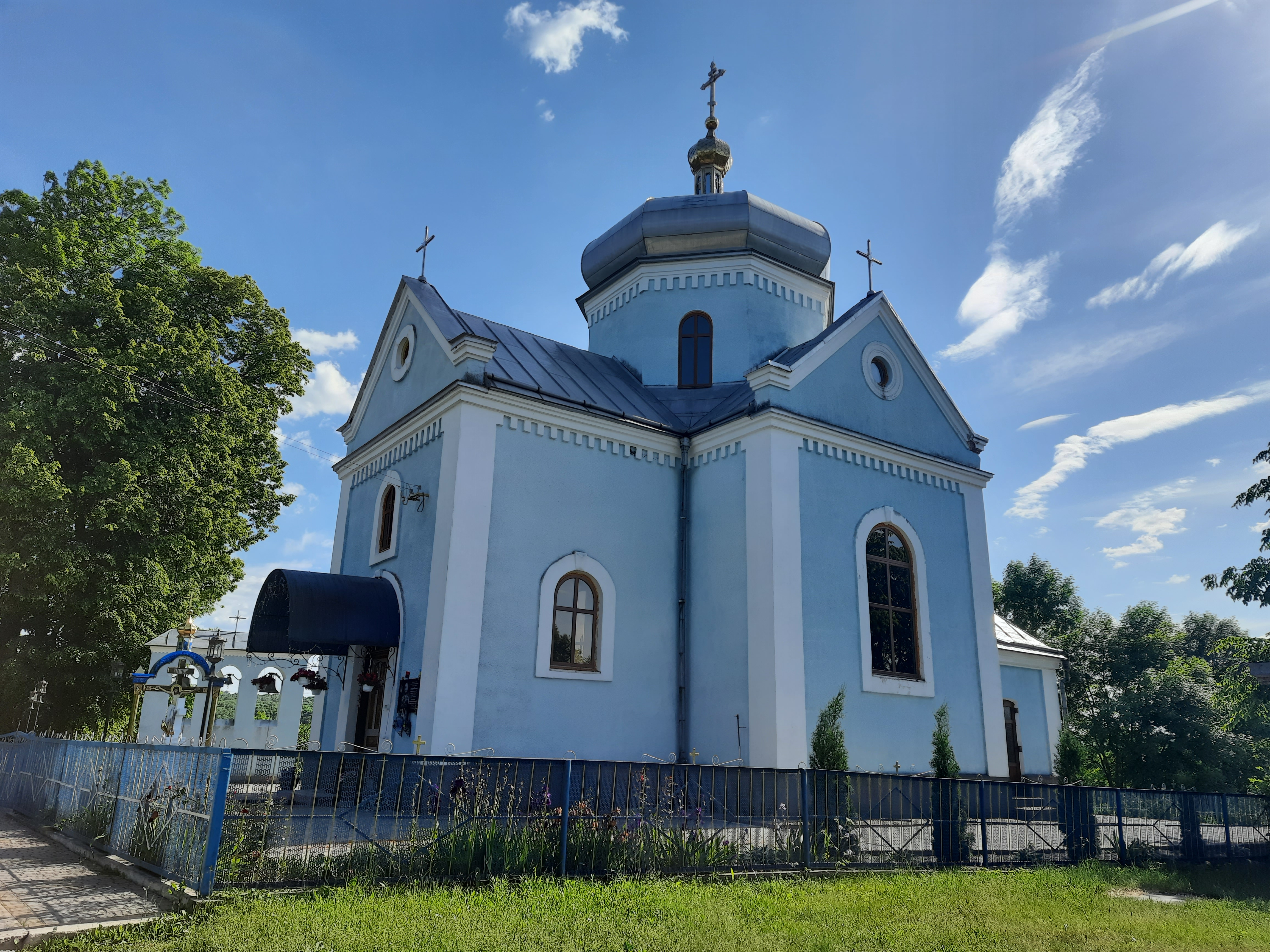
Церква Чуда Архістратига Михаїла в Хонах
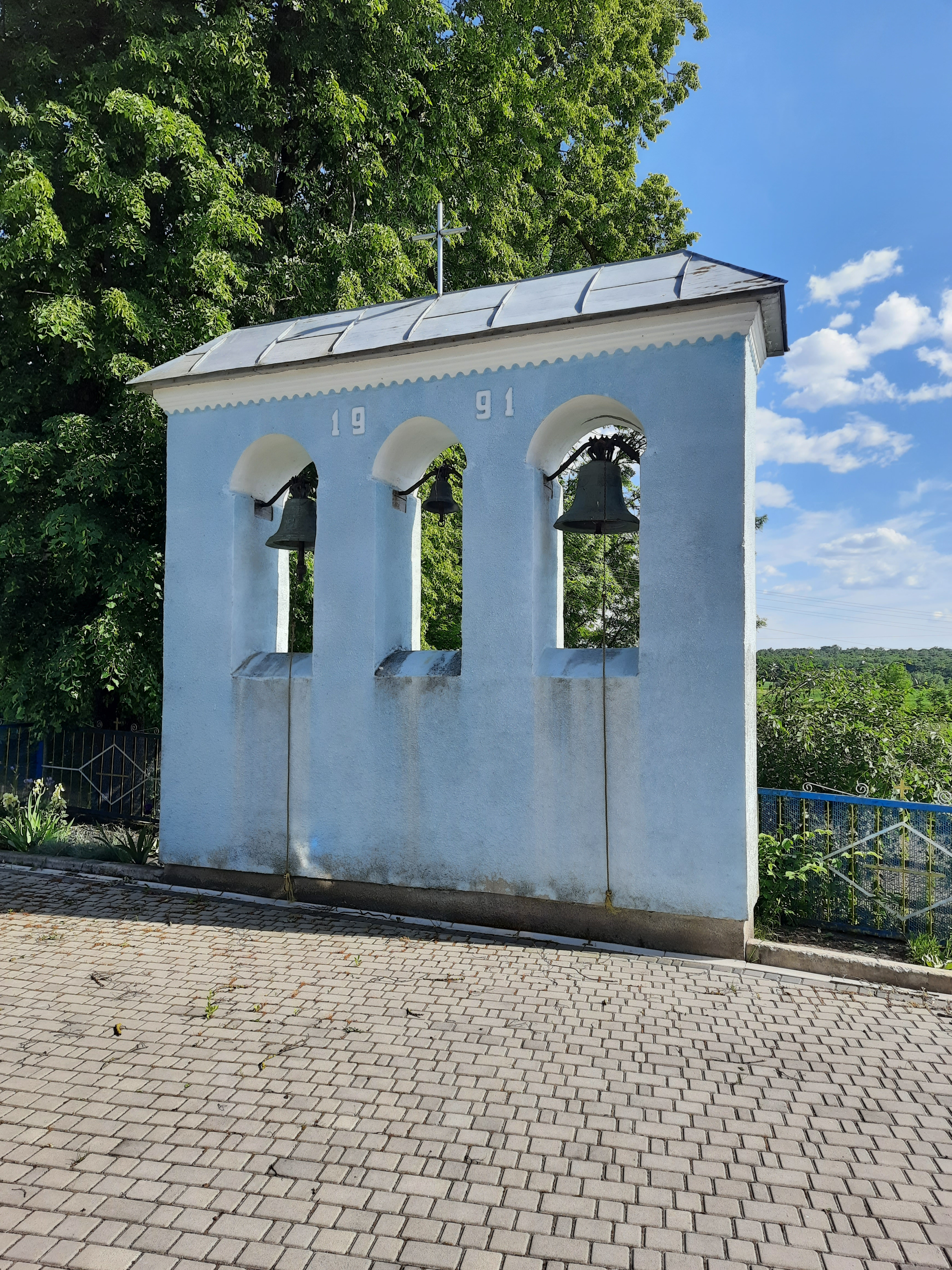
Дзвіниця церкви Чуда Архістратига Михаїла в Хонах
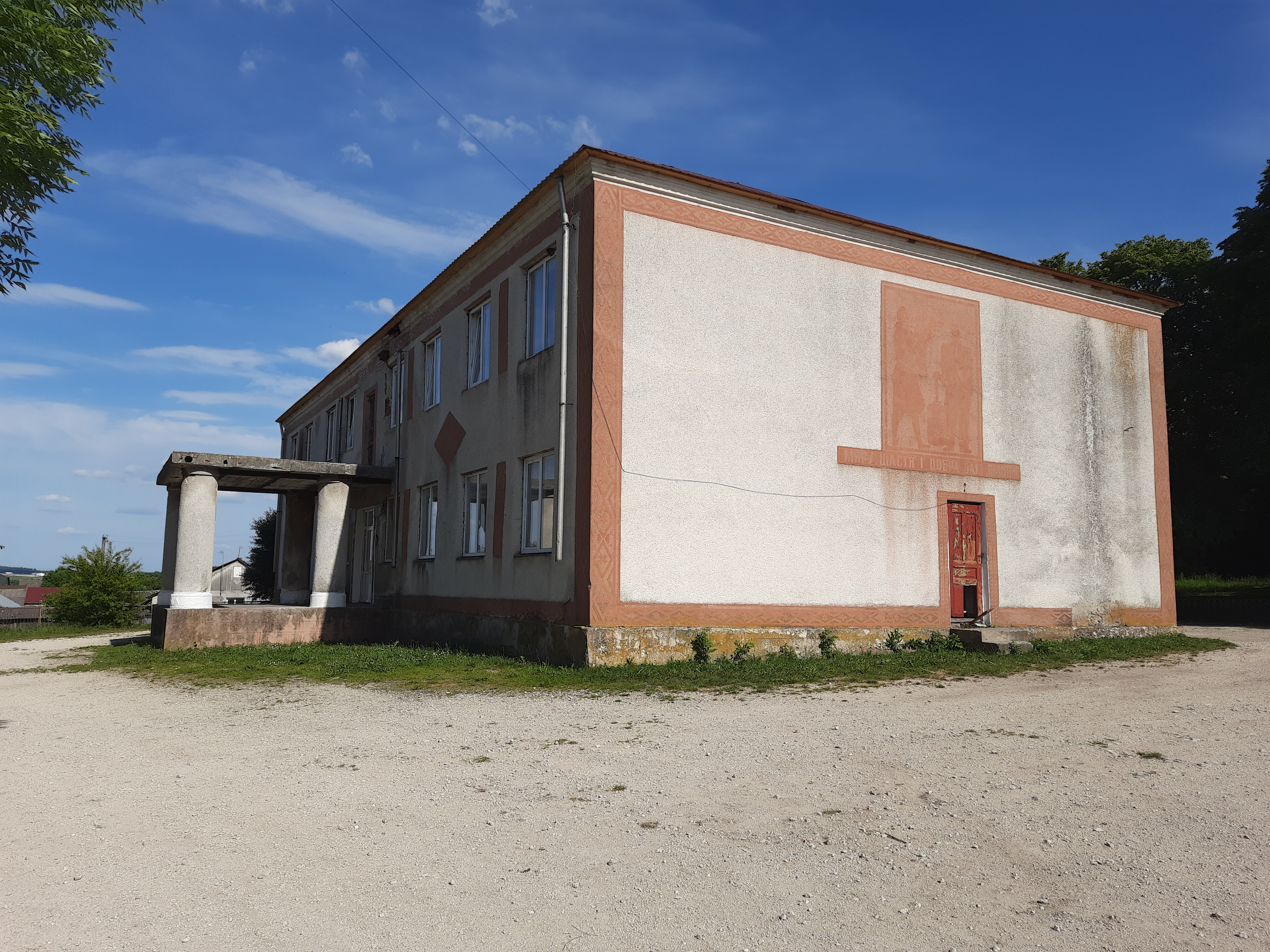
Будинок культури
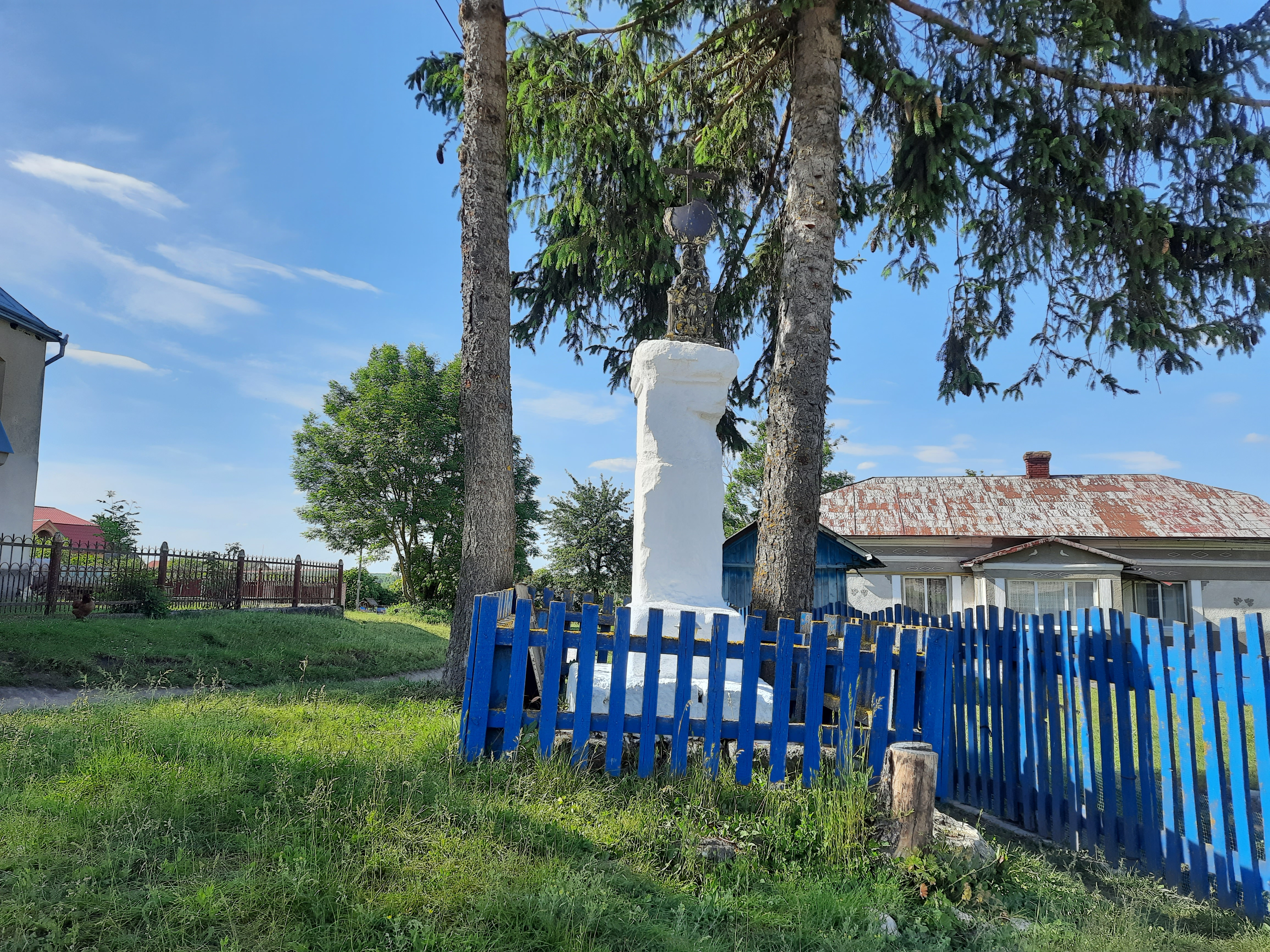
Пам'ятний хрест
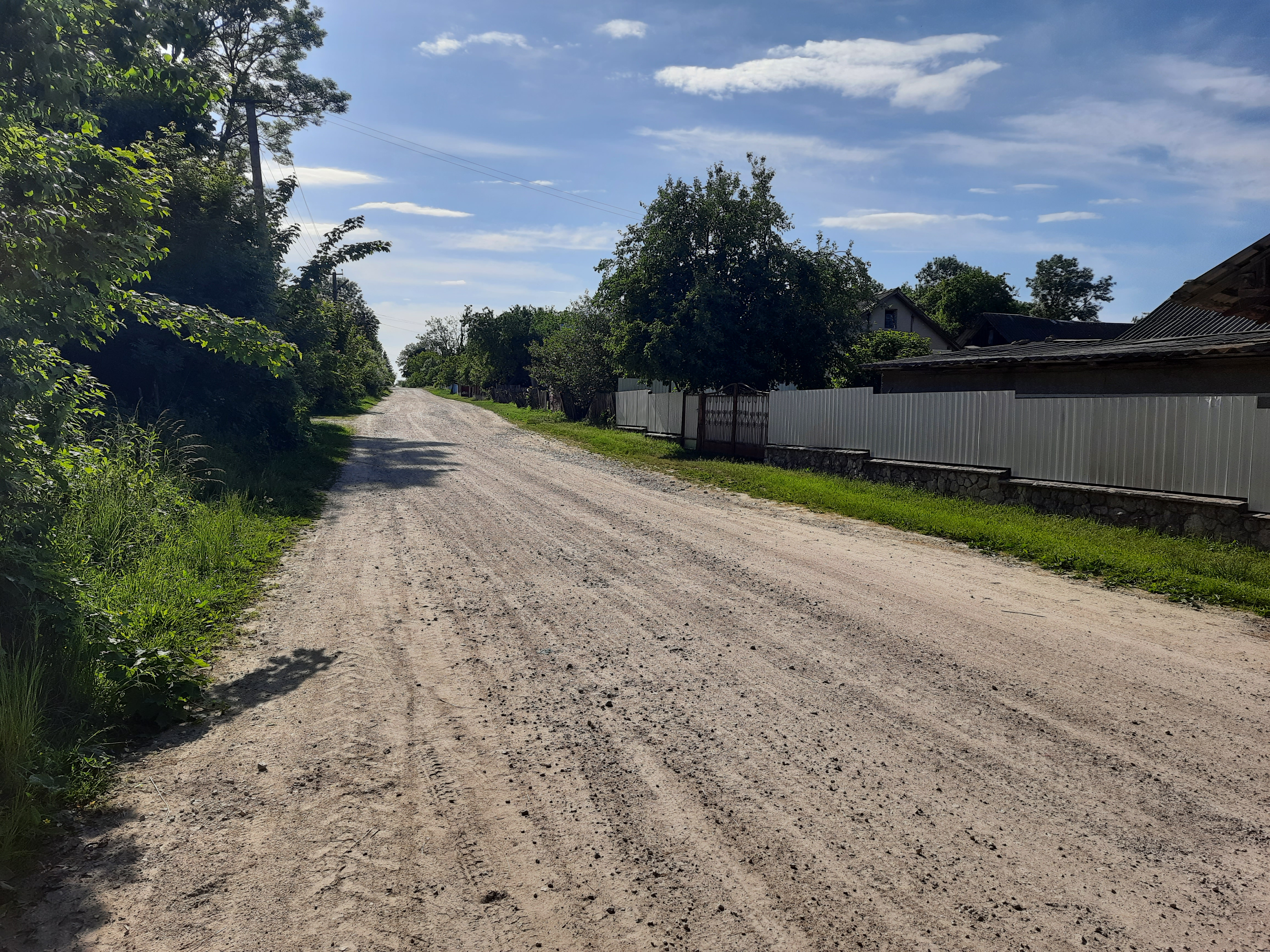
Сільська вулиця